# 監視

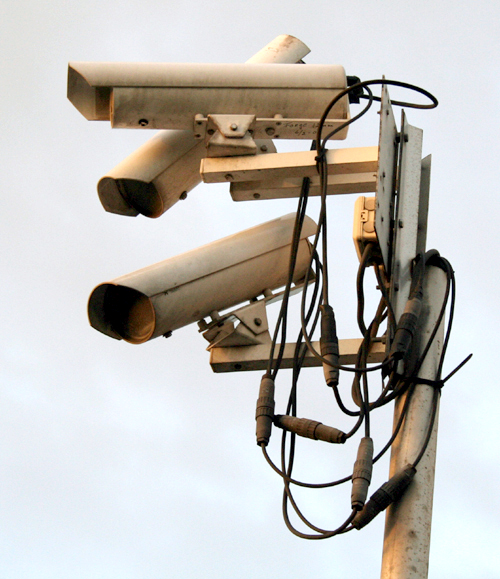
麻薩諸塞州福克斯堡吉列体育场內的多台監視攝影機

監視是指對行為、活動或其他變動中信息的一種持續性關注，通常是為了對人達成影響、管理、指導或保護的目的。監視可能帶來正面或負面的效果，並有時候是以秘密的方式進行。在大多數的情況下，是由政府機構對個人或群體的觀察（但也有例外的情況，例如疾病監測及疫情监测是指對疾病在社群中的傳染等狀況進行監視，而非直接針對個人進行觀察或監控）。
對於政府和執法單位來說，監視是一種能維持社會控制、察覺並關注各種威脅，以及避免或調查犯罪活動的一種有效工具。隨著保括高速監視電腦和生物特徵識別軟體等的科技演進，以及如通信协助执法法等法律的建立，政府現在擁有前所未有的能力來監控各種對象的活動。
然而，許多基本人權與隐私权團體，包括电子前哨基金会和美國公民自由聯盟在內，都對政府的對公民的監視活動持續增加提出顧慮。他們認為這將會造成一個大規模監控（mass surveillance）的社會，而其中政治和個人的自由空間將會嚴重縮減甚至消失。
監視，也包括很多企業對員工工作電腦的監視。

## 類型
- 電子監視
- 電話監聽
- 監視攝影機
- 社交網路分析
- 生物特徵監視
- 空中監視
- 資料探勘與個人側寫
- 企業監視
- 人工監視
- 衛星影像
- 身份識別與證件
- RFID與位置追蹤裝置
- RFID標記
- 全球定位系統
- 行動監視
- 郵件監視

## 與監視有關的文化作品

### 文學
- 在喬治·歐威爾的小說《一九八四》中，描述了一個虛構的極權主義監視社會，其中有著一套（以現今標準來看）十分簡單的大監視（mass surveillance）系統。這套系統是由人工監視、線人，以及人們家中裝設雙向「電傳螢幕」（telescreens）所構成，由於這部小說的影響，大監視在英語中又常被稱為「Orwellian」（結合作者姓氏Orwell與監視的英文surveillance所組成的單字）。
- 《使女的故事》一書及自其改編的電影也描述了一個極權主義的基督神權政治社會，其中所有的人民都在持續的監視活動下生活
- 在《龍紋身的女孩》書中，莉絲·莎蘭德的工作室使用電腦和其它監視方式來搜集和挖掘其他人的情報。

### 音樂
- 龐克樂團Dead Kennedys的歌曲〈I Am The Owl〉（直譯：我是那隻貓頭鷹）的歌詞是關於政府的監視和對政治團體進行的社会工程。

### 影視
- 電影《千鈞一髮》中描述了一個利用生物特徵監視系統來識別經過基因改造的「高級」人類以及沒有經過改造的「下等」人類。
- 在電影《關鍵報告》中，特種武器和戰術部隊使用了微型空中載具（micro aerial vehicles）來執行任務和進行監視。
- HBO電視台的《黑道家族》影集中，經常描繪了中央情報局對於主角家庭的監視活動。音訊監視包括了在特定地點裝設的窃听器、探員隨身佩戴的隱藏式麥克風，以及許多線人。影像監視則包含了隱藏式相機和攝影機。
- 電影《五百年後》（THX-1138 ）中描述了一個人們都被要求服下鎮定劑和抗憂鬱劑的社會，在各處都有監視攝影機監控人們的一舉一動。
- 電影《全民公敵》中，無意間持有殺人案監視錄影畫面的律師，被政府使用各種高科技監視及追蹤器材跟監。